# Imaan Hammam

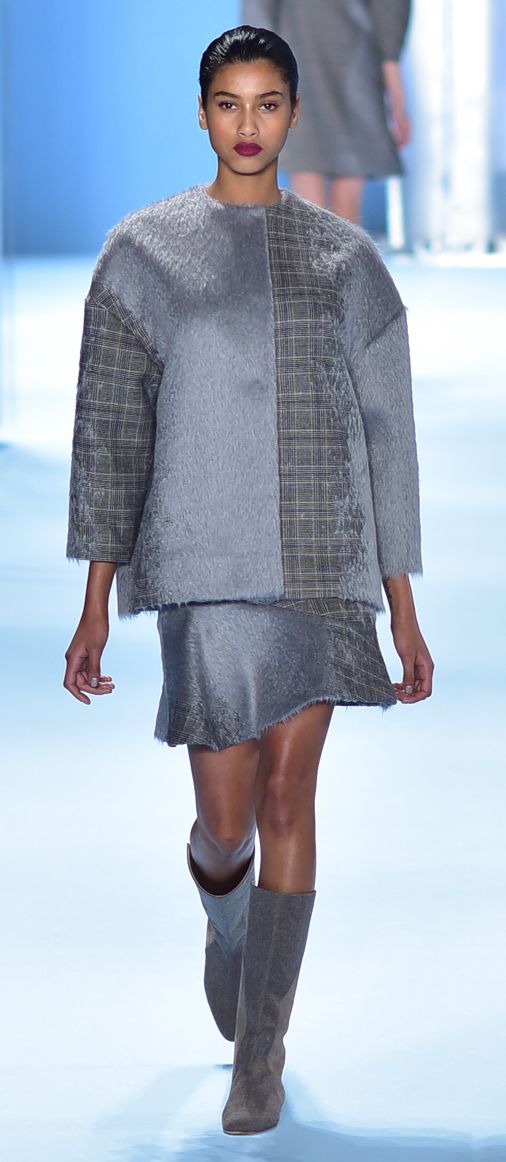
Imaan Hammam in einer Kollektion von Carolina Herrera auf der NYFW15 (2015)

Imaan Hammam (* 5. Oktober 1996 in Amsterdam) ist ein niederländisches Model, das sporadisch auch als Schauspielerin zum Einsatz kommt. 

## Leben
Imaan Hammam wurde am 5. Oktober 1996 mit ägyptischen und marokkanischen Migrationshintergründen in der niederländischen Hauptstadt Amsterdam geboren. Im Jahre 2010 wurde sie von einem Agenten der lokalen Agentur CODE Management entdeckt und unter Vertrag genommen. Noch heute (Stand: Mai 2016) hat Hammam einen Vertrag bei der Amsterdamer Agentur. Im Jahre 2013 wurde sie von der Agentur zum VIVA Model Management nach Paris geschickt, wo sie die Givenchy-Show als Exclusive-Model eröffnen durfte. Bereits ein Jahr zuvor war sie bei der Show zur Herbst- und Winterkollektion des niederländischen Designers Jan Taminiau zu sehen, ein Jahr später präsentierte sie die Herbst- und Winterkollektion von Jean Paul Gaultier. Im Dezember 2013 wurde sie in der Vogue Italia, der italienischen Ausgabe der Vogue, abgelichtet. Ihren Durchbruch hatte sie daraufhin ab dem Jahr 2014, als sie regelmäßig für Shows gebucht wurde und in zahlreichen Zeitschriften und Magazinen zu sehen war. So war sie im Januar, März, Juni, September und Oktober 2014 mehrfach in der Vogue USA zu sehen. Im Mai, August und September des gleichen Jahres wurde sie auch für die Vogue Paris abgelichtet; weiters war sie im Juli 2014 auf der offiziellen Webpräsenz Vogue.com zu sehen und hatte im September 2014 noch Bildserien in den Magazinen LOVE oder Document Journal, sowie im Dezember 2014 in der britischen Modezeitschrift i-D.
Zu den Fashion Shows, an denen sie in diesem Jahr teilnahm, zählen unter anderem Shows von Topshop und Alexander McQueen in London, hierbei vor allem die Victoria’s Secret Fashion Show im Dezember. Des Weiteren hatte sie Shows für Proenza Schouler, Marc Jacobs, Narciso Rodriguez, Hugo Boss oder Michael Kors in New York City, sowie für Vionnet, Nina Ricci, Emanuel Ungaro, Givenchy, Balenciaga, Stella McCartney, Hermès, Schiaparelli, Christian Dior oder Maison Martin Margiela in Paris. Auch in Mailand war Hammam in diesem Jahr auf diversen Laufstegen zu sehen, so unter anderem für Bottega Veneta, Roberto Cavalli, Prada, Fendi oder Versace. Außerdem hatte das 1,79 m große Model in diesem Jahr auch seinen ersten Filmauftritt. In Nude Area, einem Film in 15 Episoden über die Liebesgeschichte zwischen der vornehmen Niederländerin Naomi und der ärmlichen arabischen Migrantin Fama in einer Frauensauna, ist sie in der Hauptrolle der bereits erwähnten Fama zu sehen. Die Rolle der Naomi in der niederländisch-polnischen Co-Produktion wurde von Sammy Boonstra besetzt. Während sie in Amsterdam vom CODE Management und in Paris und London vom VIVA Model Management vertreten wird, steht sie in New York City beim DNA Model Management unter Vertrag.
Auch 2015 wurde die ägyptisch-marokkanischstämmige Niederländerin vielfach eingesetzt. Darunter fielen unter anderem auch Werbespots für Givenchy im Frühling und Sommer sowie für Calvin Klein Jeans und Tiffany & Co. im Herbst und Winter. Zudem war sie in diesem Jahr mehrfach auf dem Cover diverser bekannter Magazine zu sehen. Hierbei wurde sie von Terry Richardson für die Februar-Ausgabe der M, le magazine du Monde abgelichtet. Für das Cover der August-Ausgabe der Teen Vogue USA wurde sie von Daniel Jackson fotografiert, während für das Cover der Vogue Netherlands der Niederländer Marc de Groot als Fotograf in Erscheinung trat. Zu ihren Fashion Shows in diesem Jahr zählen unter anderem die Frühlings- und Sommerkollektionen von Tommy Hilfiger, Jason Wu, Altuzarra, rag & bone, Marc Jacobs, Diane von Fürstenberg oder Derek Lam in New York sowie die Frühlings- und Sommerkollektionen von Schiaparelli und Hermès in Paris. Weiters präsentierte sie in New York auch die Herbst- und Winterkollektionen von Altuzarra, Derek Lam, Carolina Herrera, Ralph Lauren oder Anna Sui. Weitere Veröffentlichungen ihrer Bilder waren in diesem Jahr in den Magazinen und Zeitschriften Vogue Spain, Vogue USA, M, le magazine du Monde, Vogue UK, Vogue Portugal, Vogue Germany, Teen Vogue USA und Vogue Netherlands zu sehen.
Im nachfolgenden Jahr 2016 wurde sie weiterhin für größere Engagements gebucht. Dabei unter anderem für die Frühling- und Sommerkollektionen von Alberta Ferretti, Moschino, Dolce & Gabbana oder Fausto Puglisi in Mailand, für Óscar de la Renta, EDUN, Tommy Hilfiger, Derek Lam, Givenchy oder Diane von Fürstenberg in New York sowie für Thierry Mugler, Valentino oder Hermès in Paris. Zu den Herbst- und Winterkollektionen, die sie in diesem Jahr präsentierte, zählen unter anderem Shows von Michael Kors, Anna Sui oder Altuzarra in New York sowie von Thierry Mugler in Paris. 2016 wurde sie abermals in einem Werbespot eingesetzt; hierbei für Givenchy, mit denen sie in der Vergangenheit bereits vielfach zusammengearbeitet hatte. Veröffentlichungen ihrer Bilder waren bis dato (Mai 2016) unter anderem in der Vogue USA, in der i-D, im Double Magazine, im Wall Street Journal sowie in der Vogue Italia und der Vogue Paris. Im April 2016 gewann Imaan Hammam den vom Couturesque Magazine veranstalteten „Model of the Year“-Wettbewerb, wobei sie sich mit mehr als der Hälfte aller Stimmen gegen Lucky Blue Smith und Bella Hadid durchsetzte.
Im Oktober 2024 lief Imaan Hammam in New York City für Victoria’s Secret.

## Filmografie
- 2014: Nude Area